# Martin Grenier
Pour les articles homonymes, voir Grenier (homonymie).
Martin Grenier (né le 2 novembre 1980 à Laval, Québec au Canada) est un joueur professionnel canadien de hockey sur glace.

## Carrière de joueur
Joueur issu de la Ligue de hockey junior majeur du Québec, il a été un choix de 2e ronde de l'Avalanche du Colorado de la Ligue nationale de hockey. Avant même d'avoir terminé son stage junior, il fut impliqué dans un échange majeur de la LNH. Il a été échangé en compagnie de Samuel Påhlsson, Brian Rolston et d'un choix au repêchage en retour des vétérans Dave Andreychuk et Raymond Bourque. Par contre, il n'évoluera jamais pour les Bruins de Boston.
Il signa alors un contrat avec les Coyotes de Phoenix, avec lesquelles il jouera quelques parties sur diverses saisons. Il passa ensuite aux mains des Canucks de Vancouver, des Rangers de New York et finalement aux Flyers de Philadelphie. Il ne réussit jamais à se tailler un poste permanent dans la LNH.
En vue de la saison 2008-2009, il signe un contrat avec le Traktor Tcheliabinsk de la KHL. Il passe deux saisons avec cette équipe, puis il prend une année de repos en 2010-2011.
Le 18 juin 2011, il est repêché en première ronde (deuxième au total) par les Marquis de Saguenay lors du repêchage de la Ligue nord-américaine de hockey. La journée même, il signe un contrat avec l'équipe.

## Statistiques
| Saison     | Équipe                   | Ligue      |    | Saison régulière | Saison régulière | Saison régulière | Saison régulière | Saison régulière |   | Séries éliminatoires | Séries éliminatoires | Séries éliminatoires | Séries éliminatoires | Séries éliminatoires |
| Saison     | Équipe                   | Ligue      | PJ | B                | A                | Pts              | Pun              | PJ               | B | A                    | Pts                  | Pun                  |                      |                      |
| 1996-1997  | Laval-Laurentides        | LHMAAA     | 34 | 3                | 16               | 19               | 117              | 13               | 0 | 4                    | 4                    | -                    |                      |                      |
| 1997-1998  | Remparts de Québec       | LHJMQ      | 61 | 4                | 11               | 15               | 202              | 14               | 0 | 2                    | 2                    | 36                   |                      |                      |
| 1998-1999  | Remparts de Québec       | LHJMQ      | 60 | 7                | 18               | 25               | 479              | 13               | 0 | 4                    | 4                    | 29                   |                      |                      |
| 1999-2000  | Remparts de Québec       | LHJMQ      | 67 | 11               | 35               | 46               | 302              | 7                | 1 | 4                    | 5                    | 27                   |                      |                      |
| 2000-2001  | Remparts de Québec       | LHJMQ      | 26 | 5                | 16               | 21               | 82               | -                | - | -                    | -                    | -                    |                      |                      |
| 2000-2001  | Tigres de Victoriaville  | LHJMQ      | 28 | 9                | 19               | 28               | 108              | 13               | 2 | 8                    | 10                   | 51                   |                      |                      |
| 2001-2002  | Falcons de Springfield   | LAH        | 69 | 2                | 6                | 8                | 241              | -                | - | -                    | -                    | -                    |                      |                      |
| 2001-2002  | Coyotes de Phoenix       | LNH        | 5  | 0                | 0                | 0                | 5                | -                | - | -                    | -                    | -                    |                      |                      |
| 2002-2003  | Coyotes de Phoenix       | LNH        | 3  | 0                | 0                | 0                | 0                | -                | - | -                    | -                    | -                    |                      |                      |
| 2002-2003  | Falcons de Springfield   | LAH        | 73 | 2                | 10               | 12               | 232              | 6                | 0 | 1                    | 1                    | 12                   |                      |                      |
| 2003-2004  | Canucks de Vancouver     | LNH        | 7  | 1                | 0                | 1                | 9                | -                | - | -                    | -                    | -                    |                      |                      |
| 2003-2004  | Moose du Manitoba        | LAH        | 38 | 5                | 4                | 9                | 145              | -                | - | -                    | -                    | -                    |                      |                      |
| 2003-2004  | Wolf Pack de Hartford    | LAH        | 12 | 0                | 2                | 2                | 105              | 9                | 0 | 1                    | 1                    | 32                   |                      |                      |
| 2004-2005  | Checkers de Charlotte    | ECHL       | 4  | 0                | 2                | 2                | 10               | -                | - | -                    | -                    | -                    |                      |                      |
| 2004-2005  | Wolf Pack de Hartford    | LAH        | 23 | 2                | 5                | 7                | 136              | 5                | 0 | 0                    | 0                    | 32                   |                      |                      |
| 2005-2006  | Wolf Pack de Hartford    | LAH        | 76 | 4                | 8                | 12               | 278              | 11               | 0 | 0                    | 0                    | 33                   |                      |                      |
| 2006-2007  | Flyers de Philadelphie   | LNH        | 3  | 0                | 0                | 0                | 0                | -                | - | -                    | -                    | -                    |                      |                      |
| 2006-2007  | Phantoms de Philadelphie | LAH        | 57 | 2                | 1                | 3                | 156              | -                | - | -                    | -                    | -                    |                      |                      |
| 2007-2008  | Phantoms de Philadelphie | LAH        | 34 | 1                | 2                | 3                | 78               | 3                | 0 | 0                    | 0                    | 0                    |                      |                      |
| 2008-2009  | Traktor Tcheliabinsk     | KHL        | 46 | 2                | 5                | 7                | 211              | 3                | 0 | 0                    | 0                    | 2                    |                      |                      |
| 2009-2010  | Traktor Tcheliabinsk     | KHL        | 46 | 0                | 8                | 8                | 177              | 4                | 0 | 0                    | 0                    | 6                    |                      |                      |
|            |                          |            |    |                  |                  |                  |                  |                  |   |                      |                      |                      |                      |                      |
| 2011-2012  | Marquis de Saguenay      | LNAH       | 44 | 2                | 11               | 13               | 222              | 6                | 0 | 0                    | 0                    | 16                   |                      |                      |
| 2012-2013  | Marquis de Jonquière     | LNAH       | 36 | 3                | 0                | 3                | 154              | 11               | 0 | 1                    | 1                    | 50                   |                      |                      |
| Totaux LNH | Totaux LNH               | Totaux LNH | 18 | 1                | 0                | 1                | 14               | -                | - | -                    | -                    | -                    |                      |                      |

## Trophées et honneurs personnels
- Ligue nationale de hockey
  - 1999 : repêché par l'Avalanche du Colorado en 2e ronde, à la 45e position
- Ligue nord-américaine de hockey
  - 2012-2013 : remporte la Coupe Canam avec les Marquis de Jonquière.
- 2004 : Médaille de l'Assemblée nationale[5].

## Transactions en carrière
- 6 mars 2000 : échangé aux Bruins de Boston par l'Avalanche du Colorado avec Samuel Påhlsson, Brian Rolston et le choix de 1re ronde des Devils du New Jersey (acquis précédemment, les Bruins sélectionne Martin Samuelsson) lors du repêchage d'entrée dans la LNH en 2000 en retour de Dave Andreychuk et de Raymond Bourque.
- 27 juin 2001 : signe un contrat comme agent-libre avec les Coyotes de Phoenix.
- 25 juillet 2003 : échangé aux Canucks de Vancouver par les Coyotes de Phoenix en retour de Bryan Helmer.
- 9 mars 2004 : échangé aux Rangers de New York par les Canucks de Vancouver avec R. J. Umberger en retour de Martin Ručinský.
- 13 juillet 2006: signe un contrat comme agent-libre avec les Flyers de Philadelphie.
- 18 juin 2011 : signe un contrat avec les Marquis de Saguenay de la Ligue nord-américaine de hockey.
- 19 juillet 2012 : signe une prolongation de contrat avec les Marquis de Jonquière.